# Municipio de Ouachita (condado de Bradley)
El municipio de Ouachita (en inglés: Ouachita Township) es un municipio ubicado en el condado de Bradley en el estado estadounidense de Arkansas. En el año 2010 tenía una población de 215 habitantes y una densidad poblacional de 3,59 personas por km².

## Geografía
El municipio de Ouachita se encuentra ubicado en las coordenadas 33°24′58″N 92°13′35″O / 33.41611, -92.22639. Según la Oficina del Censo de los Estados Unidos, el municipio tiene una superficie total de 59.92 km², de la cual 59,92 km² corresponden a tierra firme y (0 %) 0 km² es agua.

## Demografía
Según el censo de 2010, había 215 personas residiendo en el municipio de Ouachita. La densidad de población era de 3,59 hab./km². De los 215 habitantes, el municipio de Ouachita estaba compuesto por el 81,86 % blancos, el 6,05 % eran afroamericanos, el 0,47 % eran amerindios, el 10,23 % eran de otras razas y el 1,4 % eran de una mezcla de razas. Del total de la población el 13,49 % eran hispanos o latinos de cualquier raza.